# 全国金融労働組合連合会
全国金融労働組合連合会（ぜんこくきんゆうろうどうくみあいれんごうかい、略称：金融労連）は、2006年（平成18年）6月に結成された。北海道から九州・沖縄までの全国の金融機関・関連企業でつくられた日本の労働組合である。企業単位の労働組合のみならず、正社員以外のパートや派遣労働者でも加入できる。全国労働組合総連合（全労連）に加盟している。

## 概要
以下の3つの組合が統合され結成された。
- 全国地方銀行従業員組合連合会（地銀連）
- 全国銀行労働組合連合会（銀行労連）
- 全国信用金庫信用組合労働組合連合会（全信労）